# Nederlandse kampioenschappen schaatsen afstanden 2020
De Nederlandse kampioenschappen afstanden 2020 in het langebaanschaatsen vonden van 27 tot en met 29 december 2019 plaats op de overdekte schaatsbaan Thialf in Heerenveen, Friesland. Thialf was voor de dertiende opeenvolgende keer en voor de 21e keer in totaal de locatie voor deze kampioenschappen.
Bij deze NK afstanden (mannen/vrouwen), inclusief de NK massastart (m/v), waren er naast de nationale titels en medailles op de afstanden ook startbewijzen te verdienen zijn voor de EK afstanden, de wereldbekerwedstrijd in Calgary, de WK afstanden, de WK allround en de WK sprint.

## Programma
| vrijdag 27 december                                   | zaterdag 28 december                                   | zondag 29 december                                                                                               |
| ----------------------------------------------------- | ------------------------------------------------------ | --- |
| vanaf 18.20 uur                                       | vanaf 15.25 uur                                        | vanaf 13.10 uur                                                                                                  |
| 500 meter mannen 1500 meter vrouwen 5000 meter mannen | 500 meter vrouwen 1500 meter mannen 3000 meter vrouwen | 5000 meter vrouwen 10.000 meter mannen 1000 meter vrouwen 1000 meter mannen Massastart vrouwen Massastart mannen |

## Medailles

### Mannen
| Afstand              | Goud             | Zilver        | Brons           |                    |
| -------------------- | ---------------- | ------------- | --------------- | ------------------ |
| 500 m (details)      | Dai Dai Ntab     | Jan Smeekens  | Kai Verbij      | uitslag            |
| 1000 m (details)     | Thomas Krol      | Kai Verbij    | Dai Dai Ntab    | uitslag[dode link] |
| 1500 m (details)     | Thomas Krol      | Patrick Roest | Koen Verweij    | uitslag            |
| 5000 m (details)     | Patrick Roest    | Sven Kramer   | Jorrit Bergsma  | uitslag            |
| 10.000 m (details)   | Jorrit Bergsma   | Patrick Roest | Marwin Talsma   | uitslag            |
| Massastart (details) | Arjan Stroetinga | Koen Verweij  | Jan Blokhuijsen | uitslag[dode link] |

### Vrouwen
| Afstand              | Goud           | Zilver             | Brons               |         |
| -------------------- | -------------- | ------------------ | ------------------- | ------- |
| 500 m (details)      | Jutta Leerdam  | Letitia de Jong    | Femke Kok           | uitslag |
| 1000 m (details)     | Jutta Leerdam  | Letitia de Jong    | Ireen Wüst          | uitslag |
| 1500 m (details)     | Melissa Wijfje | Ireen Wüst         | Joy Beune           | uitslag |
| 3000 m (details)     | Esmee Visser   | Irene Schouten     | Carlijn Achtereekte | uitslag |
| 5000 m (details)     | Esmee Visser   | Irene Schouten     | Carlijn Achtereekte | uitslag |
| Massastart (details) | Irene Schouten | Marijke Groenewoud | Suzanne Schulting   | uitslag |

## Medaillespiegel teams
| Plaats | Teams            | Goud | Zilver | Brons | Totaal |
| 1      | Team Jumbo-Visma | 4    | 5      | 2     | 11     |
| 2      | Team Zaanlander  | 3    | 2      | 1     | 6      |
| 3      | Team Worldstream | 2    | 0      | 1     | 3      |
| 4      | Team Reggeborgh  | 1    | 2      | 1     | 4      |
| 5      | Team IKO         | 2    | 0      | 0     | 2      |
| 6      | overig           | 1    | 0      | 0     | 1      |
| Totaal | Totaal           | 12   | 12     | 12    | 36     |